# لوبش کوستلنی
لوبش کوستلنی (انگلیسی: Ľuboš Kostelný؛ زادهٔ ۵ ژوئیهٔ ۱۹۸۱) بازیگر، و بازیگر تلویزیون اهل کشور اسلواکی است.
از فیلم‌ها یا برنامه‌های تلویزیونی که وی در آن نقش داشته‌است می‌توان به شهر خورشید اشاره کرد.